# Kolos Konstantyna
Kolos Konstantyna (wł. Statua colossale di Costantino I) – olbrzymich rozmiarów rzeźba przedstawiająca cesarza Konstantyna Wielkiego. Jej zachowane fragmenty znajdują się obecnie w Muzeach Kapitolińskich w Rzymie.
Wykonana w technice akrolitu rzeźba, przedstawiająca władcę siedzącego na tronie, stała pierwotnie w zachodniej apsydzie rzymskiej bazyliki Maksencjusza. Oryginalnie mierzyła co najmniej 9 metrów wysokości. Wzniesiono ją po zwycięstwie Konstantyna nad Maksencjuszem w 312 roku. Trzon rzeźby był ceglany, korpus cesarza wykonano natomiast z drewna obitego brązowymi blachami. Nagie, nieokryte szatą części ciała wyrzeźbiono w marmurze. Ponadto władca miał na głowie metalowy diadem, przytwierdzony do czoła, w dłoni zaś trzymał berło, które nie zachowało się do czasów obecnych.
Z kolosa zachowały się tylko fragmenty jego marmurowych części: przeszło 2,5-metrowa głowa władcy o wadze ponad 8 ton, prawe ramię i dłoń, lewa noga oraz prawa noga wraz ze stopą, odnalezione w bazylice Maksencjusza w 1486 roku. Obecnie znajdują się one na dziedzińcu Palazzo dei Conservatori na rzymskim Kapitolu.